# Nihoa itakara
Nihoa itakara är en spindelart som beskrevs av Raven 1994. Nihoa itakara ingår i släktet Nihoa och familjen Barychelidae. Inga underarter finns listade i Catalogue of Life.